# 장수 (수명)

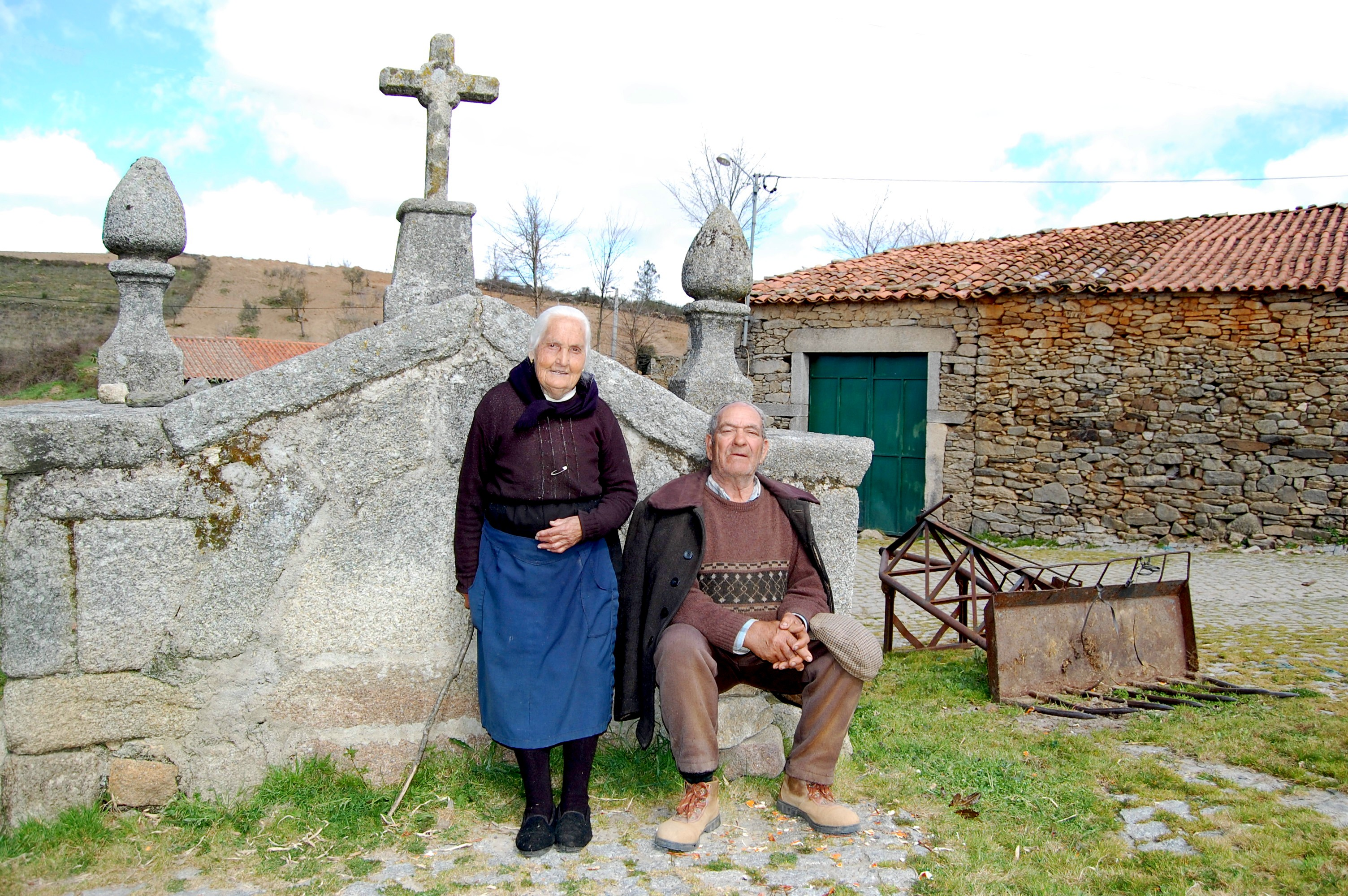
나이가 많으신 할머니, 할아버지

장수(長壽, 영어: longevity)는 생명체가 오래 사는 것을 뜻한다. 보통 사람이 평균 이상의 삶을 누리다 죽는 것을 뜻하는 말이지만, 식물이나 동물 등이 같은 종의 평균 수명보다 오래 사는 것을 뜻하기도 한다.

## 인간
인간은 되도록 오래 사는 것을 바란다. 그러나 단순하게 오래 사는 것보다는 건강한 몸상태를 유지하면서 오래 사는 것이 중요하다는 인식이 현대에 자리잡고 있다. 사람들은 건강한 몸상태를 오랫동안 유지하기 위해 성장 호르몬을 맞거나 소식(小食)을 실천하는 등 여러 노력을 기울이고 있다.

### 과거 기록
가장 오래 된(또는 오래 된 것들 중 하나인) 장수인(長壽人)에 대한 기록은 고대 그리스의 천문학자 히파르쿠스의 저술인데, 그는 디오게네스 라에르티오스가 100살 넘게 산 사람이라고 기술했다. 독소그래퍼들은 데모크리토스가 109살까지 살았다고 기록했다. 고대 그리스 철학자들 중 90세 넘게 산 사람들이 여럿 있는데, 구체적인 예로는 크세노파네스, 피론, 에라토스테네스가 있다.

### 현대
생활 수준의 향상으로 한 사회 또는 국가 구성원들의 기대 수명은 과거에 비해 크게 늘어났다. 그러나 현대에도 지역간, 국가간 생활 수준의 격차에 따라 평균 수명의 차이가 발생하고 있다.
국가 구성원들의 기대 수명에 영향을 끼치는 요인은 유전적 요인 및 성(性), 의료 수준, 위생, 영양, 식생활, 운동, 생활 양식, 범죄율 등 여러 가지가 있다. 이 중 몇몇은 국가간의 빈부 격차에 따른 결과이다.

### 개인 기록
현대적 관점에서 가장 장수했거나 오래 살고 있는 사람들의 목록을 관리하는 단체로 미국의 노인학연구그룹(Gerontology Research Group, GRG)이 있다. 이들의 기록에 따르면 공식적으로 가장 오래 산 사람들은 다음과 같다.
- 잔 칼망 (1875년 2월 21일 ~ 1997년 8월 4일, 122년 164일) : 근대적인 문서로 증명 가능한, 최장수 기록 보유자.
- 기무라 지로에몬 (1897년 4월 19일 ~ 2013년 6월 12일, 116년 54일) : 기록의 신빙성을 고려할 경우 가장 오래 산 남자.

## 같이 보기
- 신진 대사
- 블루존